# Byrdin (rejon rylski)
Byrdin (ros. Бырдин) – chutor w zachodniej Rosji, w sielsowiecie nikolnikowskim rejonu rylskiego w obwodzie kurskim.

## Geografia
Miejscowość położona jest nad rzeką Amońka, 4,5 km od centrum administracyjnego sielsowietu nikolnikowskiego (Makiejewo), 11,5 km od centrum administracyjnego rejonu (Rylsk), 111 km od Kurska.
W granicach miejscowości znajduje się 14 posesji.

## Demografia
W 2010 r. miejscowość zamieszkiwało 6 osób.